# 北京市通州区第四中学
39°54′26″N 116°38′43″E / 39.90735°N 116.645398°E

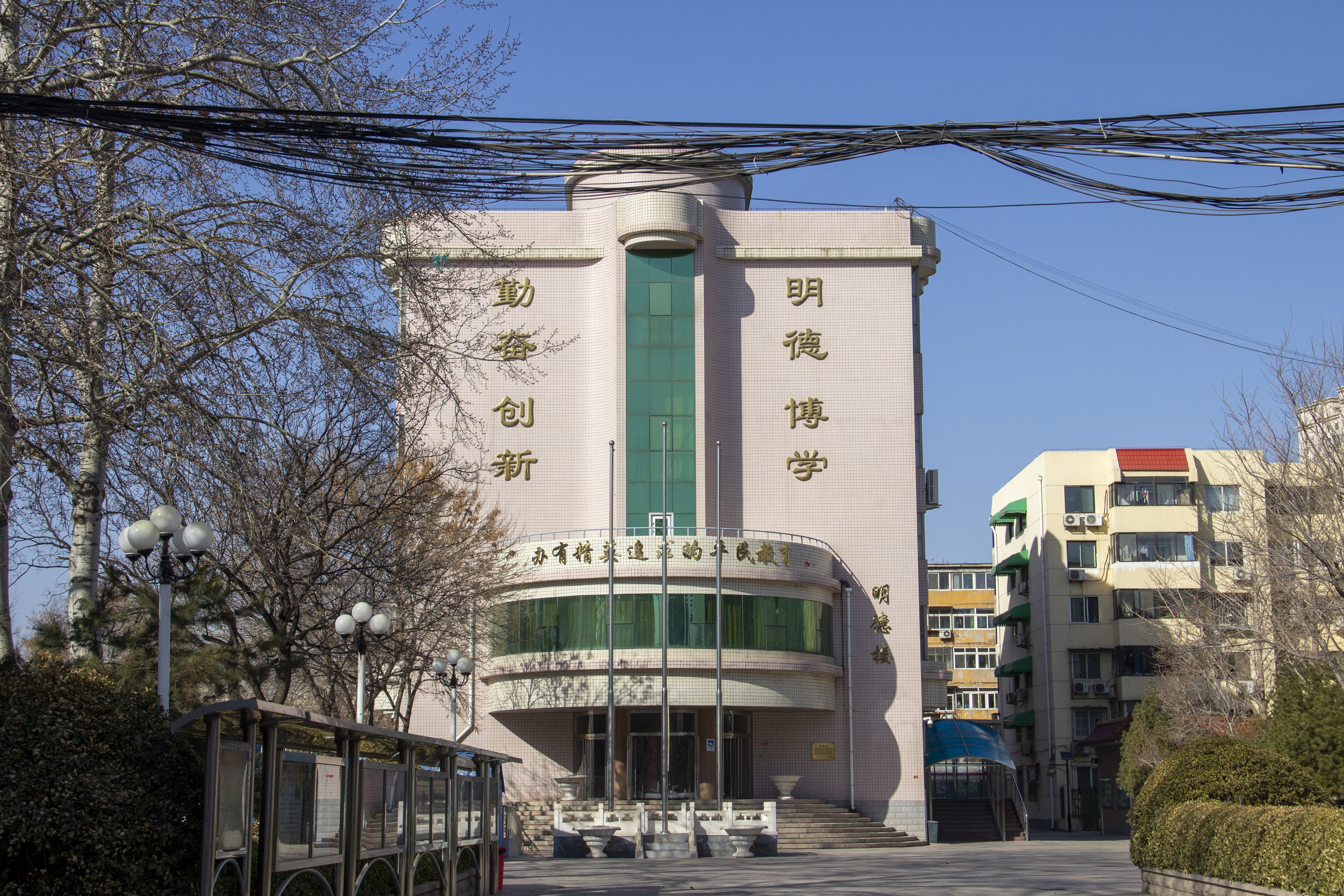
北京市通州区第四中学 主楼

北京市通州区第四中学是一家教育部门主办的十二年一贯制学校，位于北京市通州区新华西街45号。2020年4月的信息显示，学校有教职工184名，高级教师54人，一级教师67人，其中市级骨干2人，区级骨干21人。有40个教学班，1397名在校学生，未来将达到48-54个教学班、约2300名学生的规模。

## 历史
1964年，在原通县专区干部文化补习学校旧址建通县四中。
通州四中一直保持初中，分两次办过27年的普通高中，还分两次办过22年的职业高中。2017年9月起设立小学，成为九年一贯制学校。

## 荣誉
- 全国家庭教育工作优秀家长学校
- 全国青少年校园篮球特色学校
- 北京市德育先进集体
- 首批通州区中小学文明校园
- 北京市基础教育学生综合素质评价工作先进单位
- 北京市“法治知识进课堂”基地校
- 北京市体育传统项目（田径）学校
- 通州区艺术教育特色学校和科技教育优秀学校